# Taha'a
 (janvier 2025).
La mise en forme du texte ne suit pas les recommandations de Wikipédia : il faut le « wikifier ».
Les points d'amélioration suivants sont les cas les plus fréquents. Le détail des points à revoir est peut-être précisé sur la page de discussion.
- Les titres sont pré-formatés par le logiciel. Ils ne sont ni en capitales, ni en gras.
- Le texte ne doit pas être écrit en capitales (les noms de famille non plus), ni en gras, ni en italique, ni en « petit »…
- Le gras n'est utilisé que pour surligner le titre de l'article dans l'introduction, une seule fois.
- L'italique est rarement utilisé : mots en langue étrangère, titres d'œuvres, noms de bateaux, etc.
- Les citations ne sont pas en italique mais en corps de texte normal. Elles sont entourées par des guillemets français : « et ».
- Les listes à puces sont à éviter, des paragraphes rédigés étant largement préférés. Les tableaux sont à réserver à la présentation de données structurées (résultats, etc.).
- Les appels de note de bas de page (petits chiffres en exposant, introduits par l'outil «  Source ») sont à placer entre la fin de phrase et le point final[comme ça].
- Les liens internes (vers d'autres articles de Wikipédia) sont à choisir avec parcimonie. Créez des liens vers des articles approfondissant le sujet. Les termes génériques sans rapport avec le sujet sont à éviter, ainsi que les répétitions de liens vers un même terme.
- Les liens externes sont à placer uniquement dans une section « Liens externes », à la fin de l'article. Ces liens sont à choisir avec parcimonie suivant les règles définies. Si un lien sert de source à l'article, son insertion dans le texte est à faire par les notes de bas de page.
- La présentation des références doit suivre les conventions bibliographiques. Il est recommandé d'utiliser les modèles {{Ouvrage}}, {{Chapitre}}, {{Article}}, {{Lien web}} et/ou {{Bibliographie}}. Le mode d'édition visuel peut mettre en forme automatiquement les références.
- Insérer une infobox (cadre d'informations à droite) n'est pas obligatoire pour parachever la mise en page.

Pour une aide détaillée, merci de consulter Aide:Wikification.
Si vous pensez que ces points ont été résolus, vous pouvez retirer ce bandeau et améliorer la mise en forme d'un autre article.
Tahaa (graphie Raapoto) ou Taha'a (graphie de l'Académie tahitienne) est une île de Polynésie française qui fait partie des îles Sous-le-Vent (Hiti Raro - Raromataì) dans l'archipel de la Société. Elle est située à 4,5 km au nord de Raìātea, dont elle partage le même lagon, à 22 km à l'est-sud-est de Bora-Bora et à 220 km à l'ouest-nord-ouest de Tahiti. Elle est connue pour sa culture de la vanille, d'où son surnom : l'île Vanille. Son ancien nom est Ùpōrū.
Tahaa est la 2e plus grande île des Îles Sous-le-Vent derrière Raìātea.
Dans la culture polynésienne locale, Tahaa est connue pour être l'île du légendaire guerrier Hiro-i-te-pū-marama.

## Géographie

### Géographie physique
L'île de Tahaa se trouve à 220 km à l'ouest-nord-ouest de l'île de Tahiti, par 16°37 de latitude sud et 151°30 de longitude ouest. C'est une petite île de 88 km2 de superficie qui partage un lagon de 290 km2 avec son île-sœur, Raiatea.
Tahaa est une île volcanique, et les vestiges de l'ancien volcan s'élèvent au centre de l'île : le mont Ôhiri (590 m) et le mont Puurautī (550 m). De profondes baies découpent le littoral de l'île :
- la baie de Hūrēpiti,
- la baie de Àpu,
- la baie de Haamene (la plus profonde de Polynésie française),
- la baie de Faaàhā.

La barrière de corail qui entoure l'île est parsemée de nombreux motu.

### Climat
Le climat de l'île de Tahaa est de type tropical maritime humide.

### Voies de communication
Il n'y a pas d'aéroport sur l'île de Tahaa, on y accède donc par bateau depuis l'île de Raìātea ou par hélicoptère.
Contrairement à Raìātea et à la plupart des autres îles de l'archipel, la route côtière ne fait pas entièrement le tour de l'île. Certains endroits de la côte ne sont donc accessibles que par bateau.

## Mythologie et histoire

### Anciennes chefferies
Aux temps anciens, l’île de Tahaa était divisée en quatre chefferies  :  
- Ìripaù, dont le grand chef était Tepapa ;
- Ruutia, dont le grand chef était Teriifaatati ;
- Nuiā-e-maha, dont le grand chef était Utaarii ;
- Hauìno, dont le grand chef était Teiriifaaōtua.

Le marae national était Àpu-Roa, demeure du dieu Tāne. Les fare arioi étaient Taputemū et Tuaoteuira. Le chef arioi était Mutahaa.   

### Toponymie
Avant de s'appeler Tahaa, l'île était jadis nommée Ùpōrū (cf. Upolu, l'une île des Sāmoa). 
Elle reçoit certains surnoms: 
- Ùpōrū i te fare atua (“Ùpōrū, la maison des dieux”)
- Ùpōrū fānau atua (“Ùpōrū qui engendre les dieux”)
- Ùpōrū i te fare àiraa ùpu (“Ùpōrū, l'école où l'on acquiert multiples connaissances”)
- Ùpōrū i te pua-hau-au
- Tahaa nui i te Pia Tāreà (“Tahaa, l'île à la levure et au safran d'Océanie”)
- Tahaa i te fenua vānira (“Tahaa, l'île vanille”).

### Les couleurs de l'île
Les couleurs de l'île sont le jaune et le vert. La couleur jaune correspond à la fleur sacrée de couleur jaune, le Pua-hau-au. La couleur verte correspond à la nature luxuriante et verdoyante de l'île.

### Les symboles de l'île
• Le pua-hau-au (Fagraea berteriana), une fleur de couleur jaune, occupe une place symbolique importante dans les mythes cosmogoniques anciens de l'île. Selon ces récits, c'est avec une branche de cette fleur que le dieu Tāne descendait sur l'île de Ùpōrū.  
On raconte aussi que le premier pua fut apporté sur la terre par le dieu Tāne qui l’avait pris dans son dixième ciel, aussi cet arbre lui était-il sacré et ses images étaient toujours taillées dans ce bois.  
Aux îles Sous-le-Vent (Hiti Raro), la fleur de pua est considérée comme l’annonce de la saison de l’abondance, appelée Matarii i nià. Lorsqu’elle fleurit, elle signale l’arrivée de cette période prospère, marquée par des récoltes abondantes et une mer poissonneuse.  
• Le Ùo-a-Hiro (le cerf-volant de Hiro). Cette constellation, celle du Scorpion, est nommée aux Îles du Vent (Hiti Nià) Te-matau-a-Tāfaì (“l'hameçon de Tāfaì”) - cf. Te-matau-a-Māui (“l'hameçon de Māui”) chez les Hawaïens.

### Sites culturels
Certains sites culturels et vestiges du passé sont tapu (“sacrés”), et ne doivent pas être visités sans guide. C'est le cas notamment des sites suivants :
- Te marae no Vaimāî i Hīpū (“le marae de Vaimaî à Hīpū”)
- Te umutī a Hiro i nià i te mouà Tauotaha i Pahure (“le four de Hiro sur la montagne Tauotaha de Pahure”)
- Te ôfaì fānau a Hiro i Faaàhā (“la pierre de naissance de Hiro à Faaàhā”)
- Te âpoo puhi i Poutoru (“le trou de l'anguille à Poutoru”)
- Te mouà Ruatara i Pātio (“la montagne Ruatara à Pātio”)
- Te honu a Hiro i Rāai (“la tortue de Hiro à Rāai”)
- Te ôfaì tūruì a Hiro i nià i te motu Rauoro (“la pierre d'appui de Hiro”)
- Te matau a Hiro i Hīpū (“l'hameçon de Hiro à Hīpū”)
- Te ûrī a Hiro i nià i te mouà Te Urī (289 mētera) i Faaàhā (“le chien de Hiro sur la montagne Te Urī (289 mètres) à Faaàhā”)
- Te marae Ùpōrū i Faaàhā (“le marae Ùpōrū à Faaàhā”).

### La légende de Terehē, dite de Tāhiti Nui
Tahaa a une histoire commune avec son île sœur Raìātea.
“L'existence de Tāhiti viendrait d'un énorme poisson venant de Raìātea et traversant l'océan vers l'Est.
Dans les temps très anciens, Raìātea et Tahaa ne formaient qu'une seule grande île appelée Le Grand Havaii. Un jour dans cette île, les prêtres entreprirent la construction d'un nouveau marre et proclamèrent un tapu (interdit) qui consistait à ne faire aucun bruit qui puisse troubler l'atmosphère sacrée. Aucun coq ne devait chanter, personne ne devait se déplacer.
Mais une jeune fille de la famille royale de Raìātea, Terehē, d'une beauté rare, brisa la loi sacrée du Hau Pahu Nui et alla se baigner dans la rivière. Son inconscience lui a été fatale. Les dieux irrités firent sortir d'un trou un Tunapū une anguille des profondeur qui avala d'un seul coup Terehē.
Mais l'âme de Terehē perturba l'esprit de l'anguille qui descendit dans les profondeurs. Perdant l'équilibre, l'anguille nagea dans tous les sens, bondissant de tous côtés en arrachant les arbres et les rochers. Elle dévora le milieu de l'île. Naît ainsi un détroit qui sépara le Grand Havaii en deux îles distinctes : Raìātea et Tahaa. L'anguille grandit de plus en plus et se transforma à son tour en un énorme poisson. Le dieu Taaroa envoya alors le grand prête Tūrahunui guider le poisson vers sa destination.
Le poisson prit le nom de Tāhiti Nui (le grand Tāhiti). Il était splendide alors qu'il s'en allait vers le large. Orohena, la plus haute montagne était, comme son nom l'indique, la première nageoire dorsale. Les îles de Meetià/Mehetià et de Tetiàora sont des déjection du poisson lorsqu'il s'arrêta à Mitiaa.
Arrivé à destination, au moment de stabiliser le poisson, aucun guerrier ne fut apte à le faire avec leurs haches malgré leur courage et leur vaillance. On fit appel à Tāfaì-upoo-tū, le héros au cœur digne qui proposa d'aller à Tupuaì chercher la hache sacrée auprès du grand chef Marere Nui. Taraì revint bientôt avec la hache au pouvoir surnaturel mais qui était si lourde qu'il ne pouvait la soulever. Taraì invoqua Tinorua, le maître de l'océan, et la hache devint légère et il put rompre sans peine tous les tendons du gigantesque poisson devenu île.
Ce grand et beau poisson est devenu la belle île de Tāhiti aux couleurs verdoyantes. Òrohena, la plus haute montagne, est comme son nom l'indique, la première nageoire dorsale. Tāhiti iti (le petit Tāhiti, la presqu'île) et Mooreà étaient la deuxième nageoire dorsale. Les îles de Meetià/Mehetià et Tetiàroa sont des déjections du poisson lorsqu'il s'arrêta à Hitiaa o te rā.”
Source: Tahiti Heritage

## Population et société

### Langues
Bien que le français soit la seule langue officielle de la Polynésie française, la grande majorité de la population de Tahaa est bilingue, parlant à la fois le français et le tahitien (te reo māòhi).
La langue tahitienne (te reo māòhi) reste la langue la plus utilisée à Tahaa que dans l'ensemble de la Polynésie : 77% de la population parle le tahitien au sein de la famille et plus de 93 % le maîtrise parfaitement.
Le dialecte tahitien de Tahaa connaît un phénomène de dissimilation: lorsque deux syllabes successives comportent un /t/, le premier /t/ devient [k]. Par ex. porotetani (“protestant”) → poroketani; mātete (“marché”) → mākete; pātiti (“clouer”) → pākiti; tātou (“nous” inclusif) → kātou...
Bien que l'orthographe officielle du tahitien soit celle de l'Académie tahitienne, l'écriture de l'Église protestante māòhi est également pratiquée par la population de Tahaa.

### Démographie
L'évolution du nombre d'habitants est connue à travers les recensements de la population effectués dans la commune depuis 1971. À partir de 2006, les populations légales des communes sont publiées annuellement par l'Insee, mais la loi relative à la démocratie de proximité du 27 février 2002 a, dans ses articles consacrés au recensement de la population, instauré des recensements de la population tous les cinq ans en Nouvelle-Calédonie, en Polynésie française, à Mayotte et dans les îles Wallis-et-Futuna, ce qui n’était pas le cas auparavant. Pour la commune, le premier recensement exhaustif entrant dans le cadre du nouveau dispositif a été réalisé en 2002, les précédents recensements ont eu lieu en 1996, 1988, 1983, 1977 et 1971.
En 2017, la commune comptait 5 234 habitants, en augmentation de 0,27 % par rapport à 2012
La population de l'île en 2017 :
- Paatio (Pātio) (1 242 habitants, chef-lieu),
- Hīpū (428 habitants),
- Faaàhā (428 habitants),
- Haamene (908 habitants),
- Vaitōàre (485 habitants),
- Poutoru (542 habitants),
- Tīvā (548 habitants),
- Tapuàmu (653 habitants).

## Politique et administration
Les établissements scolaires
- Collège Uporu de Tahaa
- Centre de jeunes adolescents - CJA de Tahaa.
- Maison familiale rurale - MFR de Tahaa.[réf. souhaitée]
- École primaire Tūrama de Pātio
- École maternelle Tūrama de Pātio
- École primaire de Faaàhā
- École maternelle de Faaàhā
- École primaire Matieroa de Haamene
- École maternelle Matieroa de Haamene
- École primaire de Tīvā (école bilingue tahitien-français, Te fare haapiiraa no Tīvā).
- École maternelle de Tīvā (école bilingue tahitien-français, Te fare haapiiraa no Tīvā)
- École primaire de Tapuàmu
- École maternelle de Tapuàmu

L'île de Tahaa n'a pas de lycée ni d'université.

## Histoire et personnalités de l’île
Histoire
L’île de Tahaa a été découverte par les Polynésiens lors de leurs grandes migrations à travers le Pacifique entre les années 1000-1100. Ces navigateurs polynésiens, maîtrisant l’art de la navigation en mer ouverte, ont utilisé les étoiles, les courants marins et les signes naturels pour explorer et s’installer sur cette île, avant l’arrivée des Européens. Le premier contact européen avec Tahaa a eu lieu en 1772, lors du voyage de l’explorateur français Marc-Joseph Marion du Fresne.  
L'île de Tahaa fut annexée par la France en 1888, en tant que colonie. L'annexion de Tahaa par la France, ainsi que l'annexion des autres îles de la Polynésie française, s'inscrit dans le cadre d'un processus colonial plus large au XIXe siècle. Cependant, cette annexion a été marquée par des résistances locales. 
Personnalités de l’île
Paimore Tehuitua était une figure culturelle emblématique de Tahaa, reconnu pour son rôle de gardien des légendes de son île et sa maîtrise du hīmene tārava (chant polyphonique polynésien traditionnel). En plus de sa contribution musicale, il a joué un rôle clé dans la préservation et la transmission des mythes et récits ancestraux de l'île, contribuant ainsi à la mémoire collective de la communauté. Décédé, son héritage perdure à travers le prix Hīmene Tārava Raromataì, qui a été créé en son honneur lors du Heiva i Tahiti. Ce prix récompense l'excellence dans la pratique du hīmene tārava Raromataì (chant polyphonique traditionnel des îles Sous-le-vent).  
Titaua Peu, auteure autochtone de Polynésie française, est une figure majeure de la littérature océanienne contemporaine. Elle s’impose par une écriture incisive qui explore les réalités sociales, politiques et culturelles de sa terre natale, loin des clichés exotiques souvent associés à la Polynésie.
Teheiura Teahui est un cuisinier et aventurier célèbre pour ses nombreuses participations à l’émission Koh-Lanta.
Joe Dassin, chanteur franco-américain, connu pour des titres emblématiques comme Les Champs-Élysées, avait une résidence sur l’île de Tahaa. Sa maison, située près de la baie de Hūrēpiti, est encore connue localement sous le nom de « maison Dassin ». 
Mirose Paia est maître de conférence à l'Université de la Polynésie française (UPF), où elle enseigne la langue tahitienne et la culture polynésienne. Engagée dans la préservation des langues et traditions polynésienne, elle valorise le patrimoine immatériel et l'importance de la langue tahitienne dans l'identité culturelle. À travers son enseignement, ses conférence et ses initiatives éducatives, elle transmet les savoirs ancestraux tout en promouvant la place des femmes dans la société polynésienne, conciliant modernité et tradition. 
Torea Chan est un artiste peintre reconnu pour ses œuvres inspirées de la mer et de la culture polynésienne. À travers ses créations, il met en avant la richesse naturelle et culturelle de la Polynésie, contribuant ainsi à la valorisation de l'art local. Ses peintures reflètent l'identité profonde de l'île et ses habitants.  
Actuellement, il y a très peu de personnalités largement médiatisées ou internationalement reconnues venant directement de Tahaa. Cependant, l'île est plus connue pour ses artisans locaux, notamment ceux spécialisés dans la production de vanille, et ses figures mythologiques et culturelles.

## Économie et foncier
Tahaa produit 80% de la vanille polynésienne. Trois fermes perlières sont installées sur l'île. La politique de soutien au coprah permet de garder une activité sur l'île pour une partie de la population. La culture du nono s'est également développée. Pari Pari s'est lancée dans la production de rhum avec la récolte de canne à sucre présente de manière ancestrale sur l'île. La rhumerie Manaʻo a rejoint la course quelques années plus tard.
La capacité d'accueil touristique de Tahaa est de 73 clés soit 156 lits. Le Tahaʻa Pearl Beach, un hôtel classé sous la bannière Relais & Châteaux, comptabilise la plus grande capacité de l'île. De nombreux hébergements familiaux, appelés pension, sont également présents à Tahaa.

## Dans la culture populaire
Les saisons 22 (année 2020) et 23 (année 2021) de l'émission de télévision Koh-Lanta ont été tournées sur l'île de Tahaa.

## Lieux de cultes

### Église protestante māòhi(Ètārētia Porotetani Māòhi)
- Temple protestant māòhi de Paatio (Pātio).
- Temple protestant māòhi de Hīpū.
- Temple protestant māòhi de Faaàhā.
- Temple protestant māòhi de Haamene.
- Temple protestant māòhi de Vaitōàre (Vaitōraarē).
- Temple protestant māòhi de Poutoru.
- Marae protestant māòhi de A maro te toa.
- Temple protestant māòhi de Tīvā.
- Temple protestant māòhi de Tapuàmu.
- Te Pū Àiraa Ùpurau: Te Âua Pipi no Terereātau i Hūrēpiti (Institut théologique protestant māòhi de Terereātau à Hūrēpiti de l'Église protestante māòhi).

### Église catholique
- Église Saint-Clément de Pātio.
- Église Saint-Pierre-Célestin de Poutoru.

### Église de Jésus-Christ des saints des derniers jours
Chapelle Cumorah de Pātio.
- Chapelle Mormone de Vaitōàre (Vaitōraarē).

### Église adventiste du septième jour
- Temple adventiste de Paatio (Pātio).
- Temple adventiste de Poutoru.
- Temple adventiste de Àiài.

### Salle du Royaume des témoins de Jéhovah
- Salle du Royaume de Tīvā.

La religion occupe une place centrale dans la culture et la société māòhi, en Polynésie française. Les deux piliers sociaux fondamentaux du territoire sont la famille et l'Église, qui contribuent ensemble à l’équilibre de la communauté māòhi. Les croyances et pratiques religieuses revêtent une importance primordiale, permettant à chaque individu — qu'il soit protestant, mormon, témoin de Jéhovah, adventiste ou catholique — d’exprimer librement sa foi et d’être respecté pour ses convictions dans un climat de tolérance.
Plus de la moitié de la population de l'île de Tahaa est protestante.